# Bhashini
Bhashini es un proyecto del Gobierno Indio desarrollado por el Ministerio de Electrónica y Tecnología de la Información bajo su "Misión de Traducción de Idiomas Nacionales". Su meta es ayudar a los Ciudadanos Indios al traducir contenido a varios idiomas y facilitar la comunicación eficaz entre hablantes de diferentes idiomas en toda la India, y reduciendo así la barrera del idioma en el país. 

## Contexto
Bhashini fue lanzado en Gandhinagar, Gujarat, en agosto de 2022. El nombre "Bhashini" es la abreviacion del "Interfaz Bhasha para India". Desarrollado bajo la Misión Nacional de Traducción de Idiomas del Ministerio de Electrónica y Tecnología de la Información . 
Una Division Comercial Independiente (DCI) llamada División Digital India Bhashini (DDIB) se inicio en el marco de Corporacion India Digital (CID) para ayudar al ecosistema Bhashini a colaborar con nuevas empresas.

## Plataforma
La plataforma usa el Procesamiento de lenguaje natural e Inteligencia Artificial para ir más allá de las barreras del idioma, garantizando el empoderamiento digital y la inclusión digital a través de diferentes estados.  Tiene más de 300 modelos de IA previamente entrenados disponibles para los socios del ecosistema Bhashini expuestos a través de las API abiertas de Bhashini.

## Adopción
En diciembre de 2023, el Primer Ministro Narendra Modi, usó Bhashini para traducir en tiempo real su discurso para su audiencia Tamil.  Más tarde, la Ministra de Finanzas, Nirmala Sitharaman, usó la plataforma durante su discurso sobre el Presupuesto de la Unión de la India para 2024.  
En junio de 2024, MeitY buscó postores para permitir proyectos de investigación para mejorar precisión y fluidez de la traducción automática. Promovió el uso de pares de idiomas específicos y el uso de estos modelos lingüísticos específicos para el gobierno, la educación, la salud y otros sectores críticos.
Bhashini firmó Memorandos de Entendimiento con Snapdeal, Ministerio de I&amp;B, Banco Federal, entre otros, proporcionando sus modelos de IA para proporcionar soluciones en idiomas vernáculos.  
En septiembre de 2024, Red Abierta para el Comercio Digital (RAD) lanzó Saarthi, una aplicación que permite empresas crear sus propias aplicaciones personalizadas del lado del comprador utilizando Bhashini. El Gobierno de Rajastán desarrolló la aplicación Pehchan, una plataforma digital que hace el registro de nacimientos y defunciones  faciles al permitir comandos de voz en diferentes idiomas utilizando Bhashini IA. 